# Danh sách đơn vị hành chính tại Việt Nam

## Theo vùng
- Danh sách đơn vị hành chính Việt Nam khu vực Tây Bắc Bộ
- Danh sách đơn vị hành chính Việt Nam khu vực Đông Bắc Bộ
- Danh sách đơn vị hành chính Việt Nam khu vực Đồng bằng sông Hồng
- Danh sách đơn vị hành chính Việt Nam khu vực Bắc Trung Bộ
- Danh sách đơn vị hành chính Việt Nam khu vực Duyên hải Nam Trung Bộ
- Danh sách đơn vị hành chính Việt Nam khu vực Tây Nguyên
- Danh sách đơn vị hành chính Việt Nam khu vực Đông Nam Bộ
- Danh sách đơn vị hành chính Việt Nam khu vực Đồng bằng sông Cửu Long

## Theo phân cấp hành chính
- Danh sách đơn vị hành chính cấp tỉnh của Việt Nam
- Danh sách đơn vị hành chính cấp huyện của Việt Nam
- Danh sách đơn vị hành chính cấp xã của Việt Nam